# Salen
Salen是一类配位化学和均相催化中常用的螯合配体。Salen这个名字是由水杨醛（salicylaldehyde）和乙二胺（ethylenediamine，en）组合而成的。这种配体是淡黄色云母状固体，可溶于极性有机溶剂。

## 历史
在前人卟啉配合物研究的基础上，Jacobsen与Katsuki设计出与之类似的salen配体，并应用于不对称催化反应中，这个以手性Salen-Mn(III)配合物为氧化剂的反应被称为Jacobsen环氧化反应。

## 命名
联苯酚H2salen是配体salen2-的共轭酸。但这个术语使用是不严格的，有时中性分子也被叫做salen。作为一种阴离子四齿配体，salen2-与其他四齿配体类似，包括大环配体（例如卟啉、咕啉、丁二酮肟和一些希夫碱）。

## 制备
SalenH2可以在市场上购买到。它最早由Pfeiffer制得。它通常是在反应容器中制备，然后加入金属盐，但这种配体也可以很容易地由纯净的水杨醛和乙二胺发生缩合反应制得。

## 其他salen配体
由于手性salen配体在不对称催化反应中的重要用途，例如研究发现手性Salen-Mn(III)配合物是催化烯烃不对称环氧化反应的优良催化剂，对salen配体的研究也日益深入。除了具有C2轴能形成单核配合物的salen配体，能形成双核甚至多核配合物的配体也有新发现，例如以苯酚和邻叔丁基酚为原料可以合成手性salen配体5,5-亚甲基-双-[(R,R)-{N-(3-叔丁基水杨醛)-N'-(3',5'-双-叔丁基水杨醛)}-1,2-二苯乙二胺]。还有研究者在salen配体中引入羧基（用含羧基的邻苯二胺衍生物代替乙二胺，增强了与稀土金属的配位能力。